# Resolução 135 do Conselho de Segurança das Nações Unidas
Resolução 135 do Conselho de Segurança das Nações Unidas, foi aprovada em 27 de maio de 1960, depois de um encontro falhou entre os Chefes de Estado da França, União Soviética, Reino Unido e dos Estados Unidos, o Conselho recomendou aos governos que procurem soluções dos problemas internacionais existentes por meio de negociação ou outros meios pacíficos como previsto na Carta das Nações Unidas. A resolução insistiu com eles para que se abstenham do uso de ameaças de força, para buscar o desarmamento, de acordo com a Resolução 1378 da Assembleia Geral das Nações Unidas, de suspender todos os testes de armas nucleares e recorrer à assistência do Conselho e de quaisquer outros órgãos competentes das Nações Unidas para tomar este fim.
Foi aprovada com 9 votos, e com duas abstenções da Polônia e da União Soviética.